# Sommer-Paralympics 2024/Teilnehmer (Trinidad und Tobago)
| stlisierte Goldmedaille | stlisierte Silbermedaille | stlisierte Bronzemedaille |
| ----------------------- | ------------------------- | ------------------------- |
| —                       | 1                         | —                         |

Trinidad und Tobago entsandte einen Athleten zu den Paralympischen Sommerspielen 2024 in Paris. Als Fahnenträger bei der Eröffnungsfeier wurde Akeem Stewart ausgewählt.

## Teilnehmer nach Sportart

### Leichtathletik
| Athleten      | Klassifizierung | Wettbewerb(e) | Zeit/Weite | Rang   |
| ------------- | --------------- | ------------- | ---------- | ------ |
| Männer        |                 |               |            |        |
| Akeem Stewart | F43             | Diskuswurf    | 59,66 m    | Silber |